# Garcinia caudiculata
Garcinia caudiculata là một loài thực vật có hoa trong họ Bứa. Loài này được Ridl. mô tả khoa học đầu tiên năm 1938.